# Carroll Shelby
Carroll Shelby (ur. 11 stycznia 1923 roku w Teksasie, zm. 10 maja 2012 w Dallas) – amerykański kierowca wyścigowy, projektant samochodów sportowych, przedsiębiorca i pisarz.

## Życiorys

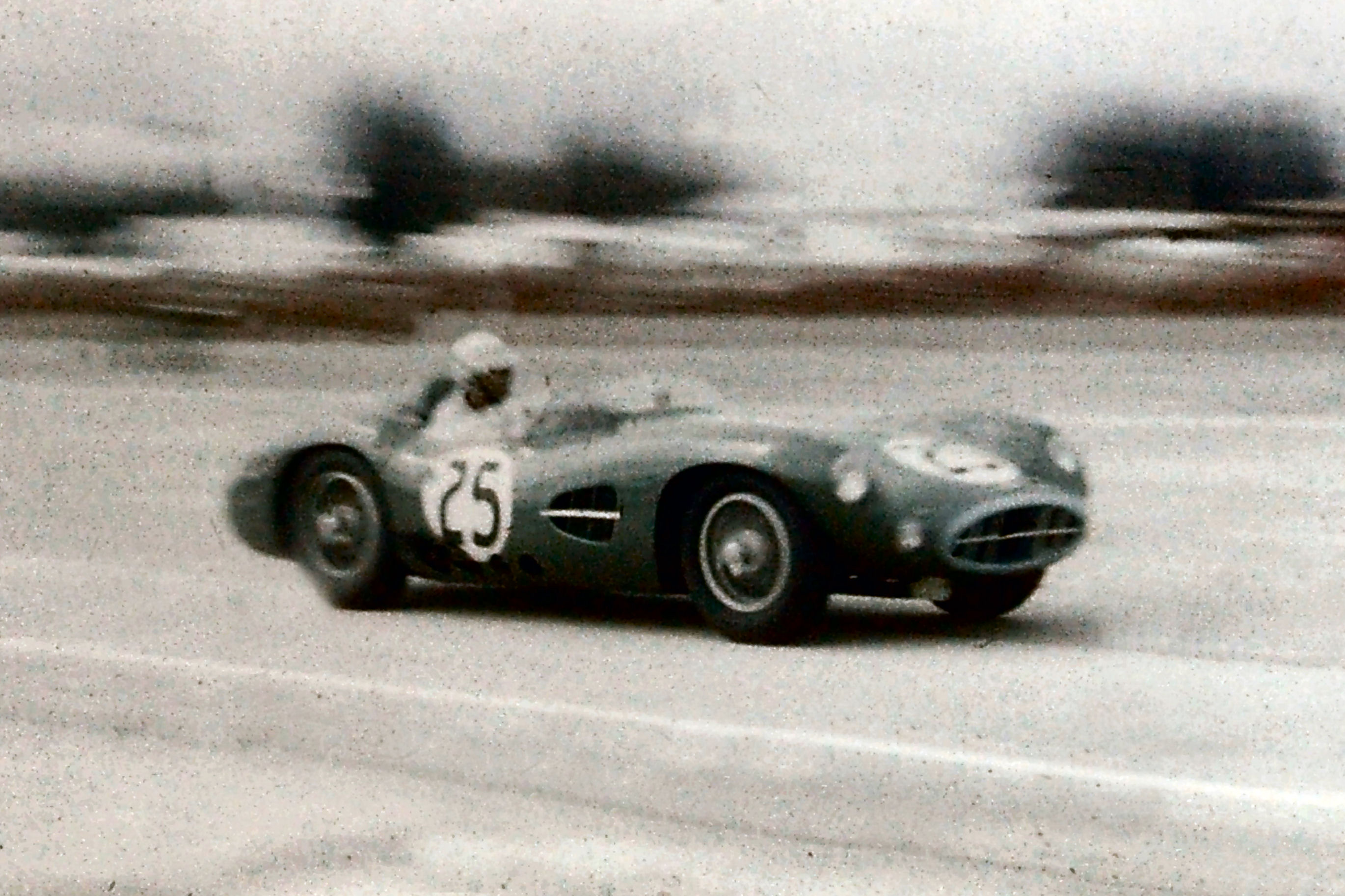
Shelby w Astonie Martinie DBR1

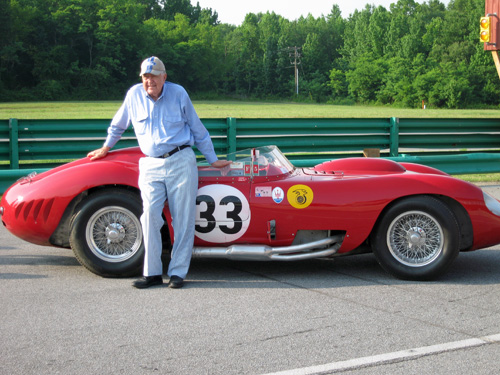
Shelby obok swojego Maserati 450S

### Kierowca wyścigowy
Carroll Shelby zaczynał jako amator, wkrótce jednak zaczął zawodową karierę w zespołach Cad-Allard, Aston Martin i Maserati. Jeździł w specjalnie zmodyfikowanym, doładowanym Austin-Healey 100S, ustanawiając 16 rekordów czasowych. Uczestniczył w Mount Washington Hillclimb Auto Race w specjalnie przygotowanym roadsterze Ferrari, wygrywając nim w 1956 roku.
W 1959 roku w zespole z Roy Salvadori, jadąc Aston Martin, wygrał 24-godzinny wyścig Le Mans. Od 1958 do 1959 brał również udział w ośmiu wyścigach mistrzostw świata Formuły 1.
Shelby wycofał się z wyścigów pod koniec 1959 roku z powodów zdrowotnych i otworzył szkołę dla kierowców wyścigowych oraz firmę Shelby-American.

### Konstruktor
W 1962 Carroll Shelby założył przedsiębiorstwo motoryzacyjne Shelby American, które w kolejnych latach skupiło się na produkcji samochodów sportowych. Carroll Shelby zaprojektował i budował słynne samochody "Cobra", które były zmodyfikowaną wersją nadwozia AC i używały silników Forda.
Uczestniczył przy pracach nad najbardziej znanymi samochodami sportowymi na świecie takimi jak: Ford GT40, Mustang Shelby GT350 i Shelby GT500, 427 Shelby Cobra, Dodge Viper i wieloma innymi. Zaprojektował również od zera własny samochód sportowy Shelby Series 1.
Za swoje osiągnięcia został zaproszony do International Motorsports Hall of Fame w 1991 roku, a rok później do Motorsports Hall of Fame of America.

### Życie prywatne
Carroll Shelby siedmiokrotnie żenił się i sześciokrotnie rozwodził. W 1990 roku przeszedł transplantację serca, a w 1996 - przeszczep nerki. Przez lata zmagał się ze zdrowotnymi kłopotami związanymi z sercem, aż do śmierci 10 maja 2012 roku w wieku 89 lat.

## Film
Carroll Shelby jest bohaterem filmu Le Mans ’66 (ang. Ford v Ferrari) z 2019 roku. W rolę Shelby'ego wcielił się Matt Damon.